# Louis Saha
Louis Laurent Saha (sinh ngày 8 tháng 8 năm 1978) là một cựu cầu thủ bóng đá người Pháp.
Là một cựu thành viên của học viện bóng đá Clairefontaine, Saha bắt đầu sự nghiệp của mình ở câu lạc bộ FC Metz trước khi chuyển đến Newcastle United theo dạng cho mượn. Trước thềm mùa giải 2000-01, Saha chuyển đến Fulham nơi mà anh trở thành lựa chọn hàng đầu cho vị trí tiền đạo, câu lạc bộ được thăng hạng ngay trong mùa giải đầu tiên của anh. Với phong độ của mình, Saha đã giành được sự chú ý của Manchester United, Anh chuyển đến Manchester United với giá trị chuyển nhượng 12.4 triệu bảng giữa mùa giải 2003-04. Chấn thương đeo bám anh trong suốt quãng thời gian ở Old Trafford, mặc dù vậy anh vẫn giành được những thành công với 2 chức vô địch Premier League, UEFA Champions League 2007-08 và 6 bàn thắng ở Cúp Liên đoàn, trong đó có 1 bàn trong trận chung kết Cúp Liên đoàn 2006. Sau bốn năm rưỡi ở Manchester United, Saha chuyển đến sân Goodison Park của Everton, tại đây, trong trận chung kết Cúp FA 2009, anh đã mở tỉ số sau 25 giây, lập kỉ lục bàn thắng nhanh nhất trong lich sử các trận chung kết Cúp FA.
Saha đá cho đội tuyển Pháp lần đầu tiên vào năm 2004 trong trận thắng 2–0 trước Bỉ. Anh đại diện cho Pháp tham gia Euro 2004 và cả World Cup 2006, Giải đấu mà đội tuyển Pháp đã vào đến trận chung kết gặp đội tuyển Ý, tuy vậy anh không thể tham gia trận đấu này sau khi nhận thẻ vàng trong trận bán kết gặp Bồ Đào Nha.

## Thống kê sự nghiệp
| Câu lạc bộ                  | Mùa giải       | Giải | Giải | Cúp  | Cúp | League Cup | League Cup | Châu Âu | Châu Âu | Khác | Khác | Tổng cộng | Tổng cộng |
| Câu lạc bộ                  | Mùa giải       | Trận | Bàn  | Trận | Bàn | Trận       | Bàn        | Trận    | Bàn     | Trận | Bàn  | Trận      | Bàn       |
| --------------------------- | -------------- | ---- | ---- | ---- | --- | ---------- | ---------- | ------- | ------- | ---- | ---- | --------- | --------- |
| Metz                        | 1997–98        | 21   | 1    | 2    | 0   | 0          | 0          | 3       | 0       | 0    | 0    | 26        | 1         |
| Metz                        | 1998–99        | 3    | 0    | 0    | 0   | 0          | 0          | 3       | 0       | 0    | 0    | 6         | 0         |
| Metz                        | 1999–2000      | 23   | 4    | 3    | 0   | 1          | 0          | 8       | 8       | 0    | 0    | 35        | 12        |
| Metz                        | Tổng           | 47   | 5    | 5    | 0   | 1          | 0          | 14      | 8       | 0    | 0    | 67        | 13        |
| Newcastle United (Cho mượn) | 1999–2000      | 11   | 1    | 1    | 1   | 0          | 0          | 0       | 0       | 0    | 0    | 12        | 2         |
| Fulham                      | 2000–01        | 43   | 27   | 1    | 0   | 4          | 5          | 0       | 0       | 0    | 0    | 48        | 32        |
| Fulham                      | 2001–02        | 36   | 8    | 6    | 0   | 2          | 1          | 0       | 0       | 0    | 0    | 44        | 9         |
| Fulham                      | 2002–03        | 17   | 5    | 3    | 1   | 0          | 0          | 8       | 1       | 0    | 0    | 28        | 7         |
| Fulham                      | 2003–04        | 21   | 13   | 1    | 2   | 0          | 0          | 0       | 0       | 0    | 0    | 22        | 15        |
| Fulham                      | Tổng           | 117  | 53   | 11   | 3   | 6          | 6          | 8       | 1       | 0    | 0    | 142       | 63        |
| Manchester United           | 2003–04        | 12   | 7    | 0    | 0   | 0          | 0          | 2       | 0       | 0    | 0    | 14        | 7         |
| Manchester United           | 2004–05        | 14   | 1    | 2    | 0   | 4          | 1          | 2       | 0       | 0    | 0    | 22        | 2         |
| Manchester United           | 2005–06        | 19   | 7    | 4    | 2   | 5          | 6          | 2       | 0       | 0    | 0    | 30        | 15        |
| Manchester United           | 2006–07        | 24   | 8    | 2    | 1   | 0          | 0          | 8       | 4       | 0    | 0    | 34        | 13        |
| Manchester United           | 2007–08        | 17   | 5    | 2    | 0   | 0          | 0          | 5       | 0       | 0    | 0    | 24        | 5         |
| Manchester United           | Tổng           | 86   | 28   | 10   | 3   | 9          | 7          | 19      | 4       | 0    | 0    | 124       | 42        |
| Everton                     | 2008–09        | 24   | 6    | 3    | 2   | 1          | 0          | 1       | 0       | 0    | 0    | 29        | 8         |
| Everton                     | 2009–10        | 33   | 14   | 1    | 0   | 1          | 0          | 5       | 2       | 0    | 0    | 40        | 15        |
| Everton                     | 2010–11        | 22   | 7    | 3    | 2   | 1          | 1          | 0       | 0       | –    | –    | 26        | 10        |
| Everton                     | 2011–12        | 18   | 1    | 0    | 0   | 2          | 1          | 0       | 0       | –    | –    | 20        | 2         |
| Everton                     | Tổng           | 97   | 27   | 7    | 4   | 5          | 2          | 6       | 2       | –    | –    | 115       | 35        |
| Tottenham Hotspur           | 2011–12        | 10   | 3    | 2    | 1   | 0          | 0          | 0       | 0       | –    | –    | 12        | 4         |
| Tottenham Hotspur           | Tổng           | 10   | 3    | 2    | 1   | 0          | 0          | 0       | 0       | –    | –    | 12        | 4         |
| Sunderland                  | 2012–13        | 11   | 0    | 0    | 0   | 3          | 0          | –       | –       | –    | –    | 14        | 0         |
| Sunderland                  | Tổng           | 11   | 0    | 0    | 0   | 3          | 0          | –       | –       | –    | –    | 14        | 0         |
| Lazio                       | 2012–13        | 6    | 0    | 0    | 0   | –          | –          | 0       | 0       | –    | –    | 6         | 0         |
| Tổng sự nghiệp              | Tổng sự nghiệp | 385  | 117  | 36   | 12  | 24         | 15         | 47      | 15      | 0    | 0    | 492       | 159       |

Số liệu thống kê chính xác tới ngày 5 tháng 5 năm 2013

## Danh hiệu

### Fulham
- EFL Championship (1): 2000–01

### Manchester United
- Premier League (2): 2006–07, 2007–08
- EFL Cup (1): 2005–06
- FA Community Shield (1): 2007
- UEFA Champions League (1): 2007–08